# أورييل سيبري
أورييل سيبري (بالإنجليزية: Uriel Sebree)‏ (و. 1848 – 1922 م) هو مستكشف، وضابط أمريكي، ولد في فايت، ميزوري، ويحمل رتبة عسكرية لواء في قوات البحرية الأمريكية ‏، توفي في كورونادو، كاليفورنيا، عن عمر يناهز 74 عاماً.

## مناصب
تولى منصب حاكم ساموا الأمريكية ‏ 27 نوفمبر 1901–16 ديسمبر 1902
.

## التعليم
تعلم في أكاديمية الولايات المتحدة البحرية
.

## الخدمة العسكرية
خدم في بحرية الولايات المتحدة.